# 车尔臣河
车尔臣河（維吾爾語：چەرچەن دەرياسى‎，拉丁维文：Qarqan deryasi，恰尔羌河），旧称“且末河”（Qiemo River），位于中国新疆巴音郭楞蒙古自治州，全长468公里，年均径流量达8亿立方米，是塔里木盆地东南部径流量最大的河流，是塔里木河水系“九源一干”之一。
车尔臣河发源于昆仑山北坡的木孜塔格峰，上游汇集昆仑山、阿尔金山诸冰川支流，山区段长约353km，山区集水面积24692平方公里，该河70%左右的水量靠海拔5000m以上现代冰川的冰雪融水直接补给，由于高山冰川的调节作用，年径流量比较稳定，但季节变化很大。山区平均河底坡1．5%，蕴藏着丰富的水力资源。山口年径流量为7.84亿立方米。山口以下约30km的巴什克其克电站年径流量为6.98亿立方米。且末水文站合成年径流量为5.139亿立方米。中游由南至北贯穿且末、若羌两县。下游从西南方向注入尾闾台特玛湖。历史上每年有2亿立方米的水通过台特玛湖注入罗布泊，70年代以来，车尔臣河仅在洪水季节才有水流入台特玛湖。且末县和若羌两县每年从车尔臣河的引水量只有3亿立方米。
车尔臣河纵坡度达7‰，导致河水流速较快。洪水季节给且末县的威胁严重。
2004年以来，车尔臣河流域14万亩人工芦苇湿地得到全面发展。
2007年5月26日，新疆巴音郭楞蒙古自治州车尔臣河流域管理处正式挂牌成立。作为州水利部门的派出机构，依法行使流域管理职责。